# Future funk
Future Funk es un subgénero de la música electrónica que fusiona samples de disco, funk y city pop de las décadas de 1970 y 1980 con ritmos de house y una estética visual inspirada en el vaporwave. Surgió en internet alrededor de 2012 como una evolución del vaporwave centrada en ritmos bailables y nostálgicos. Su sonido se caracteriza por el uso de muestras de pop japonés y funk ochentero sobre bases electrónicas enérgicas, a menudo acompañadas de iconografía anime o retrofuturista en portadas y vídeos. Ha encontrando una fuerte presencia en plataformas digitales como Bandcamp, YouTube y Spotify gracias a las cuales ha alcanzado su popularidad actual.

## Orígenes
El término «Future Funk» comenzó a emplearse en 2013 en la descripción de compilaciones de Keats//Collective, aunque su semilla está en proyectos previos de vaporwave que empleaban samples de funk. Ese mismo año, Saint Pepsi publicó Hit Vibes, un álbum basado en samples de jazz y funk de los años 70, que superó el millón de reproducciones en Youtube, marcando un hito en el estilo. Con ello se configuró un sonido más luminoso y festivo que difería de la atmósfera melancólica del vaporwave.

## Popularización del género
A partir de 2013, artistas como Macross 82-99 consolidaron el género con lanzamientos como el EP Sailorwave, que fusionaba city pop japonés y efectos de videojuegos. En 2014, Yung Bae inició la serie Bae, reinterpretando clásicos disco y pop japonés; su creciente popularidad le llevó a giras por América y asía compartidas con otros artistas del género. Al poco tiempo, Night Tempo lanzó Showa Idol's Groove, una colección de remixes de city pop de los 80 que expandió el sonido en Corea y el sudeste asiático.
Entre 2016 y 2018, sellos como Keats//Collective y Montaime impulsaron a otros artistas como a Vantage explorando el cruce con el house disco. Y en 2016 también se estableció en Hong Kong el sello Neoncity Records, fundado por Davy Law. Partiendo de su afición por recopilar casetes de city pop y J-pop de los años 80, Law comenzó duplicando casetes y haciendo lanzamientos físicos de future funk. Su primer lanzamiento oficial fue Fantasy de Night Tempo, edición que cimentó la reputación de Neoncity como sello físico de referencia para el género.
Al año siguiente, el álbum A Million Miles Away de Macross 82-99 se convirtió en el sello más vendido de Neoncity, gracias a sus mezclas de samples de Kaoru Akimoto y coros originales de Sarah Bonito. Desde entonces, el catálogo incluye a Yung Bae, Vantage, Neon Vectors y otros artistas que representan la diversidad del género en plataformas como Bandcamp, Spotify y ediciones físicas manteniéndose activos aún hoy en día. 

### Artzie Music
El canal de YouTube Artzie Music, activo entre 2013 y 2021, fue fundamental en la difusión del future funk al publicar de forma continuada nuevas pistas y mezclas del género, alcanzando su mayor audiencia entre 2015 y 2018. Su vídeo más visto, BABYBABYの夢 de Tanuki, acumuló más de 12,5 millones de reproducciones antes de ser retirado, seguido por éxitos como Fun Tonight de Macross 82-99. Tras múltiples reclamaciones de derechos por parte de ShoPro, una productora japonesa y filial del grupo editorial japonés Hitotsubashi Group., el canal fue suspendido en octubre de 2020 y, tras un regresar en enero de 2021, permanece inactivo desde mediados de ese año, aunque se puede acceder a su contenido antiguo.

## Características
A diferencia del vaporwave, que busca evocar nostalgia y sentimientos relajantes al oyente, el Future Funk busca generar sentimientos de alegría, al modificar la velocidad y el tono de los samples utilizados.
Este género combina y utiliza fragmentos de canciones de los años 70s, 80s y 90s, generalmente del género Funk , Rhythm & Blues, City Pop o Disco, tomando elementos de la música House y electrónica. Generalmente comparte un patrón Four-on-the-floor y su BPM está entre 120 y 128 llegando a tener variaciones desde los 110 BPM hasta los 140 BPM en raros casos.
Comúnmente se emplean canciones de artistas como Tatsurō Yamashita, Mariya Takeuchi, Michael Jackson, Tavares, Sister Sledge, entre otros, además de bandas sonoras de series de anime, series de televisión o películas.

## Escena en España

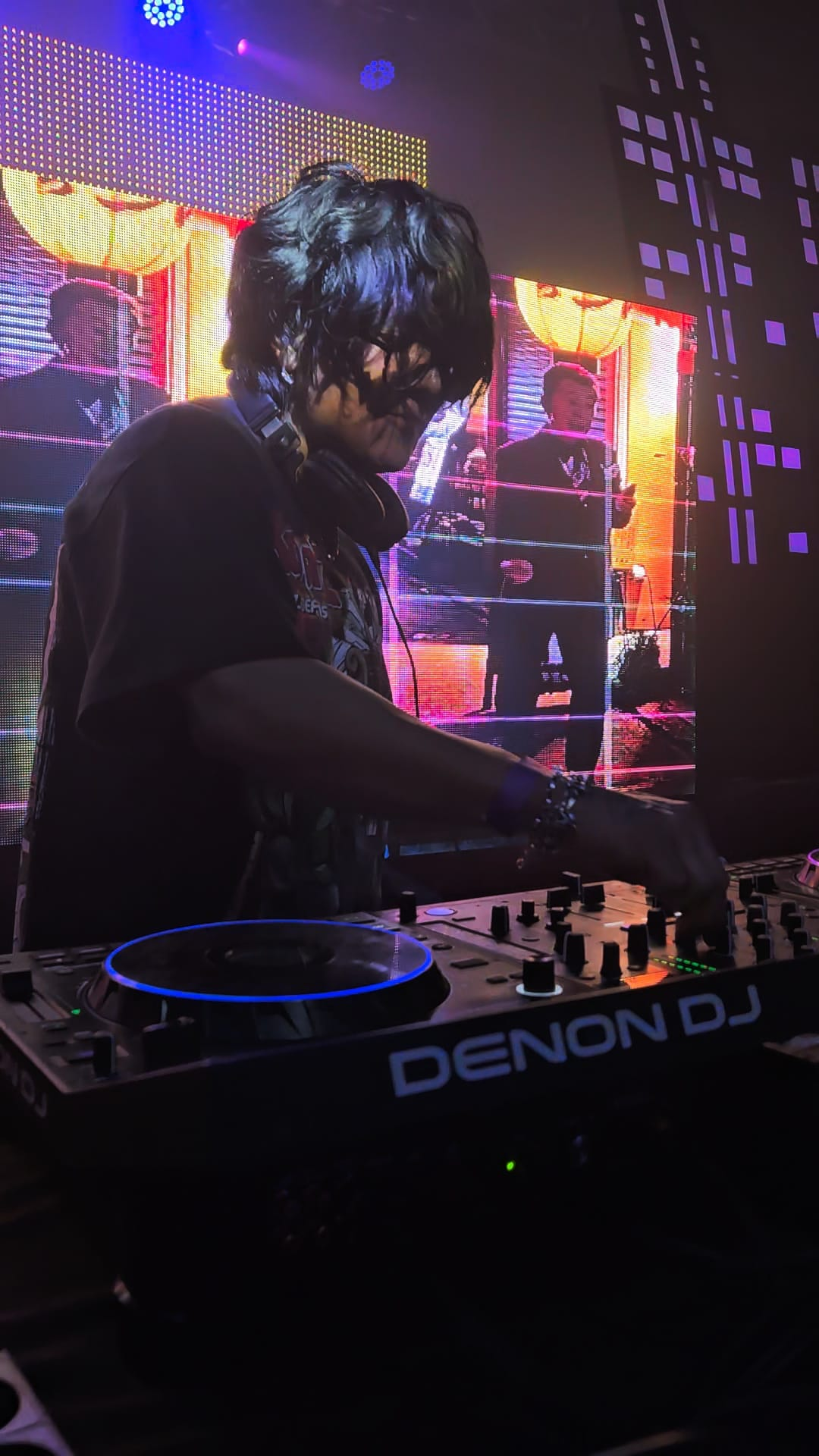
Macross 82-99 pinchando en la fiesta Shibuya Sounds

En España, el future funk ha ganado visibilidad en eventos centrados en la cultura japonesa y la música electrónica alternativa. Uno de los puntos de encuentro más relevantes fue el festival Bubble Pop, celebrado en Barcelona en julio de 2023. Este evento reunió a artistas de la escena asiática y del future funk, incluyendo a Yuugen, Macross 82-99 y Vantage, lo que evidencia el creciente interés del público español por este subgénero musical.
Asimismo, el Manga Barcelona —uno de los salones del manga más importantes de Europa— ha incluido actuaciones de artistas del género. En su edición de 2024, Macross 82-99 ofreció un DJ set durante el cierre musical del evento, consolidando la presencia del future funk en este tipo de espacios culturales.
La promotora barcelonesa Atomic Pixel Party también ha sido una de las impulsoras del future funk mediante fiestas temáticas como "Shibuya Sounds", donde participaron artistas como Macross 82-99 y Neon Vectors además de ser uno de los primeros escenarios en los que actuó el DJ español Yuugen, siendo uno de los pocos espacios que dio proyección de nuevos talentos de la escena.
El DJ y productor catalán Yuugen también destaca como una figura relevante. Con un estilo centrado en el J-pop, el future funk y el city pop, Yuugen ha lanzado múltiples mixtapes y ha actuado en diversos eventos de la escena española.
Yung Bae también incluyó una parada en Barcelona en su gira internacional Groove Continental Tour, presentándose en la sala Razzmatazz en marzo de 2023.

## Escena en México
México ha desempeñado un papel central en la expansión del future funk en Latinoamérica. El productor Macross 82-99, originario de Ciudad de México, es uno de los artistas más reconocidos del género a nivel global. Su álbum A Million Miles Away (2014) es considerado una referencia en el estilo y fue reeditado en formato físico por el sello Neoncity Records.
Neon Vectors, también de Ciudad de México, ha participado activamente en la escena internacional, actuando junto a Macross 82-99 en eventos como el Neoncity Super Countdown 2023. En el ámbito local, se han organizado fiestas centradas en el género y otros subgéneros asociados como el city pop y el vaporwave.
Otros artistas mexicanos notables son Superflat, autor del álbum Midnight Ads (2018), y Skule Toyama, de Guadalajara, quien ha desarrollado un sonido influenciado por la música nocturna japonesa con su EP Busy Nights At Tokyo. También destaca Luanmer (Antonio Mendoza), productor de la Ciudad de México, quien ha publicado los álbumes Sunrise y Evening bajo el sello hongkonés Neoncity Records.
La participación de artistas mexicanos en compilaciones internacionales, así como sus colaboraciones con sellos como Neoncity y sus actuaciones en eventos fuera del país, muestran la consolidación de México como un centro activo de creación y difusión del future funk en el ámbito global.

## Escena en Argentina y Perú
En Argentina, uno de los productores más representativos es Shiruetto, artista activo en Bandcamp y SoundCloud, cuya obra explora sonidos inspirados en el funk japonés y el French house. Ha lanzado EPs como Tokio Dreams (2021) y ha participado en compilaciones colaborativas junto a otros músicos de América Latina, ampliando la presencia del future funk en el ámbito hispanohablante.
En Perú, destaca alexis744, productor con base en Lima, cuya propuesta fusiona elementos del future funk con vaporwave ambiental y estética retro japonesa. Entre sus lanzamientos más reconocidos se encuentra Dream Mode (2022), álbum distribuido digitalmente y compartido por comunidades especializadas en subgéneros electrónicos.